# La Zalce
La Zalce es un núcleo de población del lugar de Buelles, en la parroquia homónima, concejo de Peñamellera Baja, en la comarca de Oriente, Principado de Asturias, España.